# Блих

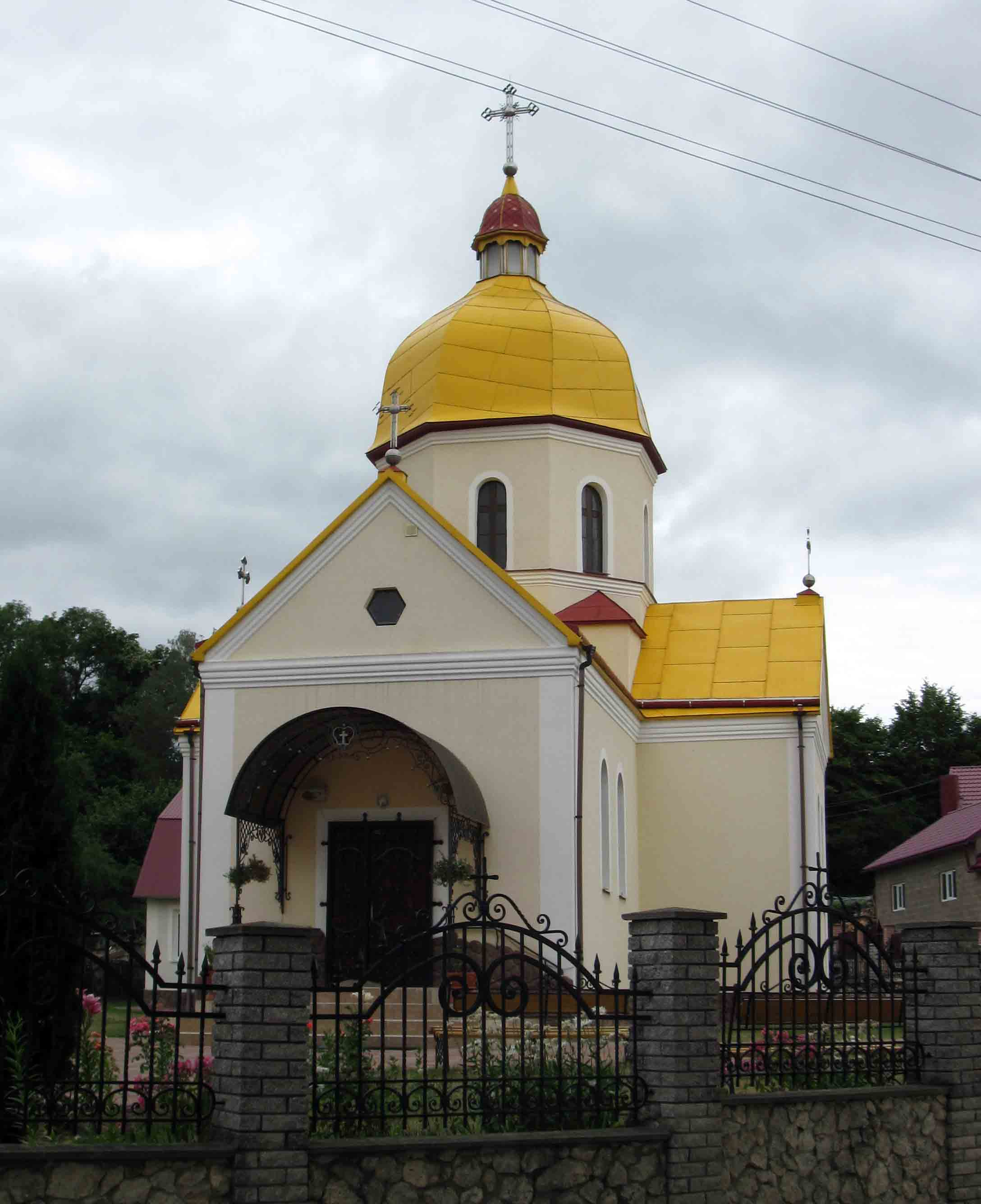
Церковь св. апостолов Петра и Павла (2006 г. постройки)

Блих (укр. Бліх) — село в Залозецкой поселковой общине Тернопольского района Тернопольской области Украины.
Код КОАТУУ — 6122685702. Население по переписи 2001 года составляло 494 человека.

## Географическое положение
Село Блих находится на берегу реки Гук,
выше по течению на расстоянии в 0,5 км расположено село Мильно,
ниже по течению на расстоянии в 2 км расположен пгт Заложцы.

## История
- 1750 год — дата основания.
- В 1946 г. Указом ПВС УССР село Блих переименовано в Будановка[2].
- В 1991 год селу вернули историческое название[3].
- До 2020 года село входило в Зборовский район.

## Объекты социальной сферы
- Школа I ст.

## Достопримечательности
- Братская могила советских воинов.